# Olenorfia cariei
Olenorfia cariei is een krabbensoort uit de familie van de Parthenopidae. De wetenschappelijke naam van de soort is voor het eerst geldig gepubliceerd in 1914 door Bouvier.